# Sant'Elena (Italia)
Sant'Elena (Sant'Ełena in veneto) è un comune italiano di 2 541 abitanti della provincia di Padova in Veneto.

## Geografia fisica
Il comune di Sant'Elena si trova pochi chilometri a sud del complesso del Colli Euganei, a circa 7 chilometri da Este, verso nord ovest, e Monselice, verso nord est.
Il territorio è estremamente pianeggiante e l'altitudine varia tra i 5 e gli 8 metri di altitudine sul livello del mare.
Il terreno è molto fertile e adatto in particolare alla coltivazione del mais e di prodotti orticoli di qualità.

## Storia
Il territorio di Sant'Elena condivide la storia recente con quella delle altre realtà della Bassa padovana, interessata dalle opere di bonifica e sistemazione delle acque iniziata nel XVI secolo. Sant’Elena, sorta come villaggio palafitticolo in periodo preromano e poi sede di numerosi insediamenti romani a seguito della centuriazione dell’Agro atestino che vide assegnati i terreni ai veterani di Azio, figura nel medioevo nelle pertinenze della Corte Elisina, al pari di Solesino (che ne mutua il nome), Stanghella, Granze, Vescovana, Barbona e Concadirame: faceva parte infatti della ricchissima dote di Cunizza (o Cunegonda) assegnatale nel 1126 dal padre duca Guelfo II di Altdorf per andare in sposa ad Azzo II d’Este. Non mancavano pascoli, selvaggina, vigneti ricordati nelle visite pastorali che magnificavano le produzioni locali. Attestata una prima volta nel testamento del marchese Obizzo II nel 1193, i cui esecutori testamentari erano, tra gli altri, i priori del monastero benedettino di Sant’Elena, deve il suo nome alla madre dell’imperatore Costantino che avrebbe riportato, secondo la leggenda, dalla Terra Santa una reliquia della croce di Cristo. Nella seconda metà del secolo seguente gran parte delle terre passa in dotazione alla nobile famiglia dei Cumani, di origini monselicane che, probabilmente sulle rovine di una antica fortificazione, erigeranno più tardi la loro prima dimora dotata, come di consueto, di un oratorio, già citato nella visita pastorale di Carlo Borromeo nella seconda metà del ’500 e che più tardi lascerà il posto all’attuale chiesetta della villa, mentre l’economia del territorio cresce grazie alle operazioni di bonifica che rendono la campagna sempre più fertile. Tra ‘700 e ‘800 la casa padronale sarà trasformata nel maestoso edificio merlato attuale ad opera del conte Giacomo Miari De Cumani e di Felice Miari che chiamerà Osvaldo Paoletti, allievo del grande Giuseppe Japelli, a creare il grandioso parco all’inglese, di gran moda all’epoca. La chiesa di Sant'Elena, originariamente annessa al monastero benedettino, nel 1479 passa alle dipendenze dei monaci Olivetani del monastero di San Benedetto Novello di Padova ed era collegata fino alla seconda metà del ‘500, non avendo cura d’anime, alla chiesa di S. Maria di Solesino, sede parrocchiale. L’edificio fu ricostruito o ampliato nei primi anni del ‘600 e dotato nel 1627 di torre campanaria. Nel 1820 la chiesa, divenuta parrocchiale nel 1574 ma ormai troppo angusta per la popolazione accresciuta notevolmente, subirà un completo rifacimento.
Nel territorio comunale è interessante la presenza di una decina di capitelli, importanti segni della devozione popolare, il più antico dei quali risale alle fine del ‘700. Nella seconda metà dell’’800 si aprono nuove possibilità di lavoro per i paesani con la nascita dell’importante fornace e l’arrivo della ferrovia che congiunge Padova a Bologna. All'inizio del '900 viene costruita una linea tramviaria che collega la stazione ferroviaria di Sant'Elena al più importante centro di Este e che farà del piccolo paese della bassa padovana uno strategico luogo di transito di persone e merci.

### Simboli
Lo stemma e il gonfalone sono stati concessi con decreto del presidente della Repubblica n. 1173 del 10 gennaio 1985.
Il gonfalone è un drappo inquartato di verde e di bianco.

## Monumenti e luoghi d'interesse
- Chiesa parrocchiale di Sant'Elena: Le prime notizie della chiesa compaiono nel testamento del Marchese d’Este, Obizzo I morto nel 1193. Nel villaggio esisteva anche un monastero unito alla chiesa, che, nella decima papale del 1297, è detta cappella soggetta al monastero di Santa Maria di Solesino.  Papa Sisto IV, nel 1479, unì i due monasteri a quello olivetano di San Benedetto Novello di Padova. Il vescovo Barozzi nel 1489 trova Sant’Elena (PD) abitata da un solo monaco, rettore della chiesa per la celebrazione della messa e l’amministrazione dei sacramenti agli abitanti, un centinaio; questo fino alla soppressione napoleonica del 1797. Passata al clero diocesano sotto il giuspatronato regio, la vecchia chiesa lasciò il posto tra il 1820 e il 1831 ad un nuovo edificio, a navata unica in stile neoclassico, consacrato nel 1836.
- Capitello della madonna della salute: L'ampia costruzione ha caratteristiche architettoniche esterne classiche e risponde alla tipologia di un vero e proprio oratorio. All’interno, sopra l'altare, un affresco rappresenta la Madonna benedicente con Gesù in braccio, sulle pareti sono raffigurati vari personaggi e sullo sfondo un paesaggio con degli ulivi e due chiese. Sito in via Gasparolo.
- Capitello di Sant'Antonio: Il più importante tra i capitelli dedicati al Santo fu costruito nell’Ottocento in corrispondenza di un boschetto. L'architettura riprende il tema romanico con finte colonne addossate al muro e alcuni gradini in pietra conducono all'ingresso. All'interno, sopra l'altare, si trova la statua di Sant’Antonio “Cristoforo”, con in braccio il bambino Gesù, dei gigli e un libro sacro. Sito in via Busatte.
- Fornace:Fondata tra la metà degli anni ’70 e la metà degli anni ‘80 dell800 da Gaspare Andolfo, la fornace di Sant'Elena (PD) era tra le più importanti della Bassa Padovana. Utilizzava il metodo Hoffmann che consentiva la presenza di un fuoco continuo ed era stato brevettato nel 1858. L’attività cesserà nel 1968. Sita in via Fornace.
- Barchessa Conti, Miari de' Cumani: La barchessa della famiglia Conti, originariamente parte di un complesso di edifici con casa dominicale sorto su preesistenze cinquecentesche, entra tra le proprietà dei De Cumani alla fine del Settecento. Attualmente è composto dalla maestosa barchessa, da una serie di edifici minori e da una vasta aia lastricata circondata da un muro di cinta di mattoni. La barchessa, che oggi è l’assoluta protagonista del complesso, è composta da una sequenza di dieci arcate a tutto sesto su pilastri, intervallati da lesene che sorreggono la cornice di gronda. Sulle pareti esterne della barchessa sono segnalate, murate, due lapidi in marmo di Nanto. Di particolare interesse è il fatto che esse presentino stemmi olivetani e scritte che potrebbero denunciare l’originale utilizzo dell’edificio come “granza”.

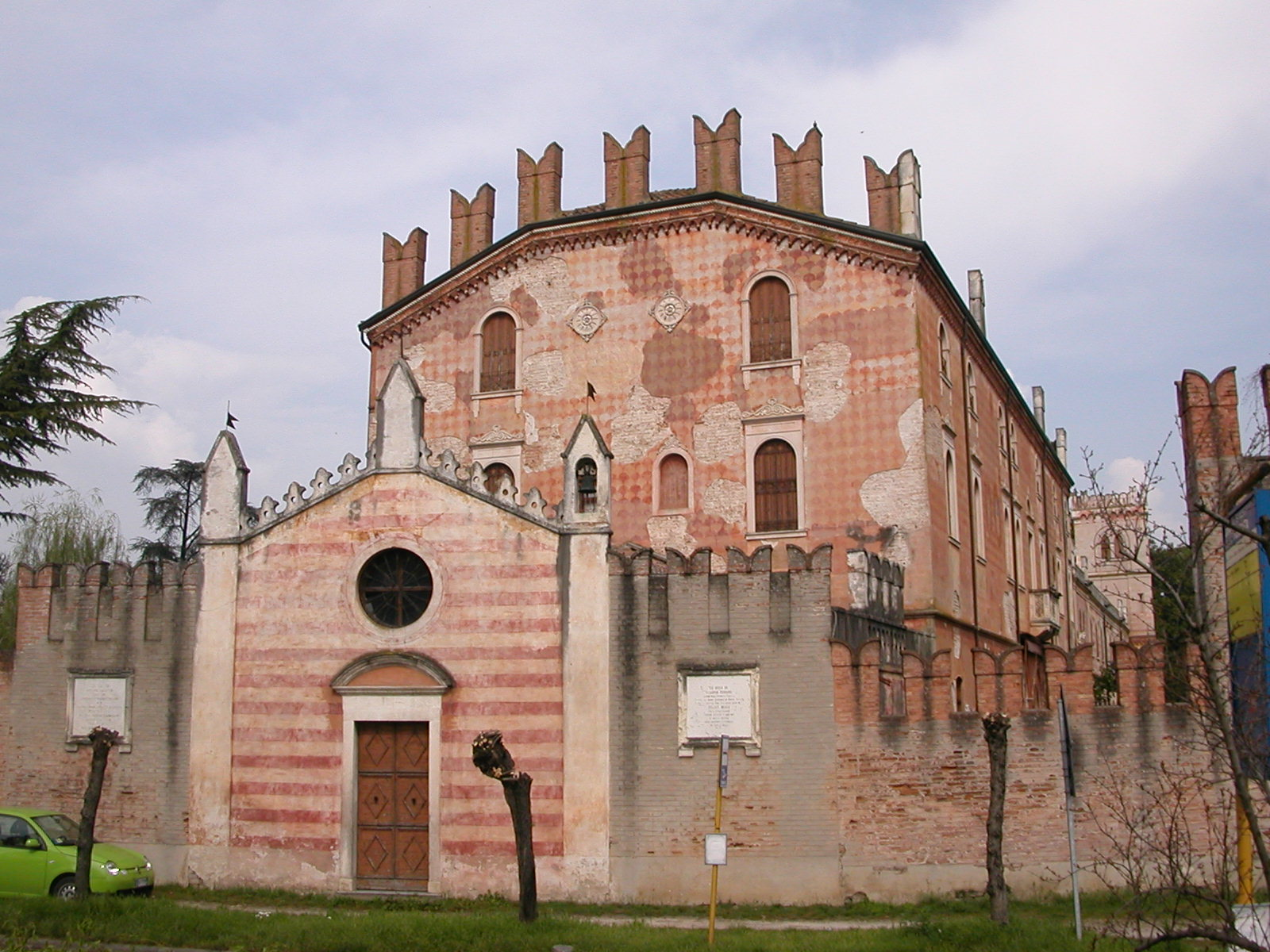
La Villa Miari de Cumani.

- Villa Miari de Cumani: è l'edificio di maggior pregio architettonico del territorio comunale. Sorta probabilmente su una preesistente fortificazione medioevale, la villa deve il suo attuale aspetto ad una ristrutturazione eseguita alla fine del XIX secolo. Caratteristiche del complesso sono le mura merlate ghibelline che conferiscono all'insieme l’aspetto di villa-castello. Il complesso, che comprende la casa domenicale, la serra, l’eremitaggio, il ninfeo, la peschiera e il parco, fu ristrutturato una prima volta nel XVII secolo. Assunse l'aspetto attuale nel corso del XIX secolo per volontà del conte Felice Miari, che affidò all’ingegnere Osvaldo Paoletti il progetto per il nuovo parco all’inglese. Il figlio del conte Felice Miari, Giacomo Miari De Cumani, rinnovò l’edificio residenziale chiamando il pittore Achille Casanova a realizzare le decorazioni che ornano la villa. Racchiusa in una cinta muraria merlata, è visitabile all'interno.

## Sant'Elena nella letteratura
Sant'Elena è citata nel poema eroicomico La secchia rapita (1622) di Alessandro Tassoni, precisamente nel canto VIII all'ottava 16:
"[...] E prima fu l'insegna d'Este,
che l'aquila d'argento incoronata
portar solea nel bel campo celeste:
or d'uno struzzo bianco è figurata,
impresa del tiranno e di sue gesta.
Di Sant'Elena il fiore indi seconda,

terra di rane e di pantan feconda [...]".

## Società

### Evoluzione demografica
Abitanti censiti

## Infrastrutture e trasporti

### Strade
Sant'Elena è attraversata dalla strada provinciale SP 42, che collega Solesino ad Este (via località Deserto).

### Ferrovie e tranvie
La Stazione di Sant'Elena-Este, posta lungo la ferrovia Padova-Bologna, è servita da corse regionali svolte da Trenitalia nell'ambito del contratto di servizio stipulato con la Regione Veneto.
Fra il 1906 e il 1934 presso tale stazione era presente il capolinea della Tranvia Este-Sant'Elena, che consentiva il collegamento pubblico col centro di Este.

### Mobilità urbana
Il trasporto pubblico è garantito un'autolinea interurbana gestita da Busitalia che collega Sant'Elena con le principali località sulla direttrice nord-sud verso la provincia di Padova e di Rovigo.

## Amministrazione

### Sindaci dal 1946
| 1946                                                 | 1947      | Stanislao Ceschi     | Democrazia Cristiana              | Sindaco |  |
| 1947                                                 | 1951      | Carlo Miazzi         | Democrazia Cristiana              | Sindaco |  |
| 1951                                                 | 1956      | Michele Rimondo      | Democrazia Cristiana              | Sindaco |  |
| 1956                                                 | 1960      | Michele Rimondo      | Democrazia Cristiana              | Sindaco |  |
| 1960                                                 | 1964      | Cav. Sante Morandi   | Democrazia Cristiana              | Sindaco |  |
| 1964                                                 | 1970      | Cav. Sante Morandi   | Democrazia Cristiana              | Sindaco |  |
| 1970                                                 | 1975      | Cav. Sante Morandi   | Democrazia Cristiana              | Sindaco |  |
| 1975                                                 | 1980      | Dante Businarolo     | Democrazia Cristiana              | Sindaco |  |
| 1980                                                 | 1985      | Dante Businarolo     | Democrazia Cristiana              | Sindaco |  |
| 1985                                                 | 1990      | Egidio Sette         | Lista Civica                      | Sindaco |  |
| 1990                                                 | 1995      | Egidio Sette         | Lista Civica                      | Sindaco |  |
| Sindaci eletti direttamente dai cittadini (dal 1995) |           |                      |                                   |         |  |
| 1995                                                 | 1999      | Dante Businarolo     | Lista Civica (Centro)             | Sindaco |  |
| 1999                                                 | 2004      | Dante Businarolo     | Lista Civica (Centro)             | Sindaco |  |
| 2004                                                 | 2009      | Roberto Toniolo      | Lista Civica                      | Sindaco |  |
| 2009                                                 | 2014      | Emanuele Barbetta    | Lista Civica                      | Sindaco |  |
| 2014                                                 | 2019      | Emanuele Barbetta    | Lista Civica "Noi per Sant'Elena" | Sindaco |  |
| 2019                                                 | 2024      | Emanuele Barbetta    | Lista Civica "Sì Amo Sant'Elena"  | Sindaco |  |
| 2024                                                 | in carica | Valentina Businarolo | Lista Civica "Sì Amo Sant'Elena"  | Sindaco |  |